# I Can Only Imagine (MercyMe)
Pour les articles homonymes, voir I Can Only Imagine.
Singles de MercyMe
Bless Me Indeed (en)
(2001) Spoken For (en)
(2002)
I Can Only Imagine est une chanson du groupe de rock chrétien MercyMe.

## Histoire
Écrite et composée par le chanteur Bart Millard (en), elle est enregistrée à l'origine pour l'album indépendant The Worship Project (en), en 1999, avant de figurer sur le premier album de leur major-label Almost There (en), en 2001. Cette chanson est la dernière à avoir été écrite pour The Worship Project. En l'écrivant, Bart Millard s'est inspiré de ses pensées sur la mort de son père. Sur le plan des paroles, elle imagine ce que ce serait d'être devant Dieu au paradis. Elle commence par un simple piano avant d'être complétée par une guitare et une batterie. Après être sortie le 12 octobre 2001, en tant que deuxième single d’Almost There, I Can Only Imagine est devenue un succès majeur sur les ondes de la radio chrétienne. Elle passe deux semaines à la première place du palmarès Radio & Records Christian AC (en) et devient le single chrétien le plus joué, de l'année 2002. Elle devient un succès populaire inattendu en 2003, atteignant la 71e place du Billboard Hot 100 et la 5e place du Billboard Adult Contemporary, tout en se classant également dans les top 40 (en), l’Adult Top 40 (en) et celui de la Country radio (en). La chanson revient dans les palmarès après que son histoire ait été adaptée dans un La Voix du pardon, en 2018, atteignant la première place du Billboard Christian Songs chart et la dixième place du Billboard Digital Songs chart.
I Can Only Imagine a reçu des critiques positives. Les paroles sont particulièrement appréciées et certains critiques l'ont qualifiée de meilleure chanson de l'album Almost There. Elle reçoit le GMA Dove Award pour la chanson de l'année et la chanson pop/contemporaine enregistrée de l'année lors de la 33e édition des GMA Dove Awards (en), ce qui vaut également à Bart Millard le prix de l'auteur-compositeur de l'année. Il remporte également le prix d'auteur-compositeur de l'année lors de la 25e édition des Christian Music Awards de l'American Society of Composers, Authors and Publishers (ASCAP). En 2004, le magazine CCM (en) la classe quatrième meilleure chanson de la musique chrétienne et elle devient depuis la chanson la plus jouée dans l'histoire de la radio chrétienne ainsi que la chanson chrétienne la plus vendue de tous les temps. Elle est certifiée quadruple disque de platine par la Recording Industry Association of America (RIAA) et, en avril 2018, elle s'est vendue à plus de 2,5 millions d'exemplaires.

### Source de la traduction
- (en) Cet article est partiellement ou en totalité issu de l’article de Wikipédia en anglais intitulé « I Can Only Imagine (MercyMe song) » (voir la liste des auteurs).